# James DeLancey
James DeLancey (Nova Iorque, 27 de novembro de 1703 – Nova Iorque, 30 de julho de 1760) serviu como Chefe de justiça, e governador colonial da província de Nova Iorque.

## Biografia

### Família e Juventude
DeLancey nasceu em Nova Iorque em 27 de novembro de 1703, era o filho mais velho de Etienne e Anne DeLancey. James foi a Inglaterra para estudar, estudou na Corpus Christi College (Cambridge) e estudou direito na Inner Temple em Londres.
Em 1729, James DeLancey casou-se com Anne Heathcote, filha de Caleb Heathcote, um ex-prefeito de Nova Iorque, na Igreja da Trindade (Manhattan).

### Carreira
Também em 1729, DeLancey foi um membro da Assembleia de Nova Iorque, e em 1731 foi nomeado na suprema corte de Nova Iorque. Em 1730, DeLancey foi escolhido para liderar uma comissão que tinha como objetivo elaborar uma nova carta para a cidade de Nova Iorque, que virou lei em 1732 pela Assembleia de Nova Iorque, "the Montgomerie Charter", foi um dos principais trabalhos de James DeLancey, que, pelos seus serviços, foi presenteado com a medalha da cidade.
Em 1733, com a remoção do chefe de justiça Lewis Morris, DeLancey foi nomeado em seu lugar, e serviu como chefe de justiça de Nova Iorque pelo resto de sua vida. 
Em 1746 uma disputa entre o governador George Clinton e a assembleia de Nova Iorque devido ao salário do governador, o Chefe de Justiça DeLancey apoiou a posição da legislatura na controvérsia, isso foi decisivo para a inimizade do governador Clinton, que por consequência recusou-se a pagar comissões ao Rei Jorge II (27 de outubro de 1747), que nomeou DeLancey como Governador de Nova Iorque.
Por causa da Guerra dos Sete Anos, o governador DeLancey presidiu um congresso de delegados coloniais em Albany em Junho de 1754 (Congresso de Albany), para estabilizar uma aliança com os indígenas para se defender contra os franceses. O trabalho mais famoso de James DeLancey.
Em outubro de 1754, o governador DeLancey ajudou a criar a King's College (agora Universidade de Columbia).